# Arquivo Apostólico do Vaticano
O Arquivo Apostólico do Vaticano (Latim: Archivum Apostolicum Vaticanum; Italiano: Archivio Apostolico Vaticano), denominado de Arquivo Secreto do Vaticano até 13 de Junho de 2020, localizado na Cidade do Vaticano, é o repositório central de todos os atos promulgados pela Santa Sé. Estes arquivos também contêm os documentos sobre a administração do Vaticano, correspondência e livros de papas, processos da Inquisição, e muitos outros documentos que a Igreja Católica tem acumulado ao longo dos séculos. No século XVII, sob as ordens do Papa Paulo V, o Arquivo Secreto foi retirado da Biblioteca do Vaticano e permaneceu totalmente fechado para pessoas não-autorizadas até o final do século XIX, quando foram abertos parcialmente pelo Papa Leão XIII.

## Extensão
Estima-se que o Arquivo Apostólico do Vaticano contém 84 km de prateleiras, e existam 35.000 volumes no catálogo seletivo, porém "a publicação dos índices, em parte ou como um todo, é proibida", de acordo com os regulamentos atuais estabelecidas em 2005. Os Arquivos Secretos possuem seus próprios estúdios fotográficos e salas de conservação.
Segundo o Vaticano, o documento mais antigo remonta ao final do século VIII. "Transferências e convulsões políticas quase causaram a perda total de todos os arquivos anteriores ao Papa Inocêncio III." De 1198 em diante, existem muitos arquivos e documentos, embora a documentação seja um pouco escassa antes do século XII. Desde essa data, a documentação inclui itens como o pedido de anulação do casamento de Henrique VIII e cartas de Michelangelo.

## Acesso
Adjacente ao Museu do Vaticano, a sua entrada é através da Porta di S. Anna na Via di Porta Angelica. Acadêmicos selecionados podem ter acesso a determinado documento dos arquivos se o pedir com antecedência, assim, ele é notificado se o documento está nos arquivos e é autorizado a vê-lo. O atual Arquivista é o arcebispo da Cúria Romana Angelo Vincenzo Zani, sendo os arquivistas Eméritos: o arcebispo francês Jean-Louis Bruguès, juntamente com o Cardeal-Diácono português José Tolentino de Mendonça.

## Abertura dos arquivos

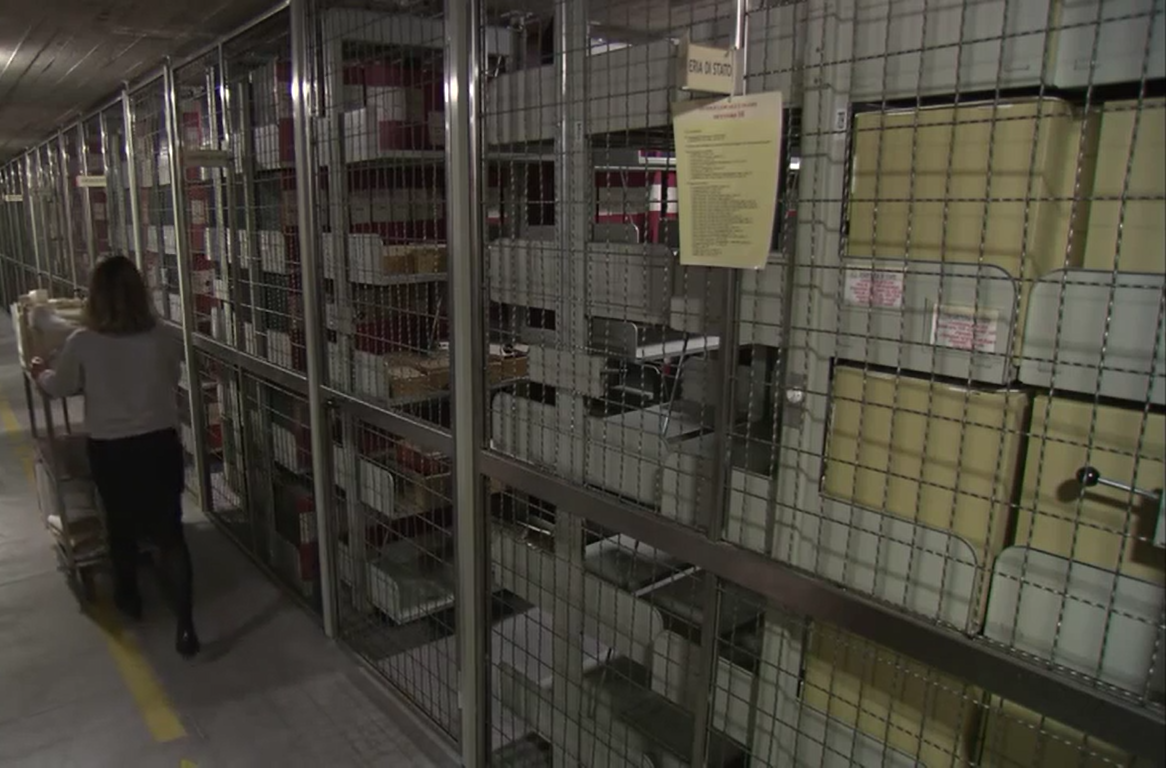
Prateleiras dentro do arquivo

Usualmente, os documentos dos arquivos do Vaticano são disponibilizados ao público após um período de 75 anos. O Arquivo Apostólico do Vaticano ainda está alojado separadamente.
Em 1883, o Papa Leão XIII abriu os arquivos de 1815 ou anteriores para estudiosos não-clericais. (O primeiro historiador leigo a fazer uso do Arquivo Apostólico, foi o historiador do Papado, Ludwig von Pastor.) Documentos foram posteriormente liberados em 1924, até o final do pontificado de Gregório XVI (1 de junho de 1846). Desde então, foram abertos os seguintes documentos:
- 1966: Documentos do pontificado de Pio IX (1846-1878). Note-se que a abertura do pontificado de Pio IX foi originalmente planeado durante o pontificado de Pio XII.
- 1978: Documentos do pontificado de Leão XIII (1878-1903).
- 1985: sobre o pontificado de Pio X (1903-1914) e Bento XV (1914-1922).

Em 20 de Fevereiro de 2002, o Papa João Paulo II tomou o extraordinário passo de tornar disponível, a partir de 2003, alguns dos documentos do Arquivo Histórico da Secretaria de Estado (Segunda Seção), que dizem respeito às relações do Vaticano com a Alemanha nazista durante o pontificado de Papa Pio XI (1922-1939). O Vaticano justificou sua ação "para pôr fim à injusta e irreflectida especulação." Em Junho de 2006, o Papa Bento XVI autorizou a abertura de todos os arquivos do Vaticano durante o pontificado do Papa Pio XI.

## Arquivistas
- Cardeal Agostino Ciasca (19 de maio de 1891 - 4 de Julho de 1893)
- Cardeal Luigi Galimberti (25 de Junho de 1894 - 7 de maio de 1896)
- Cardeal Francesco Segna (4 de Julho de 1896 - 13 de janeiro de 1908)
- Cardeal Francesco Salesio Della Volpe (26 de outubro de 1908 - 26 de janeiro de 1911)
- Cardeal Mariano Rampolla del Tindaro (1912 - 16 de Dezembro de 1913)
- Cardeal Francesco di Paola Cassetta (14 de Fevereiro de 1914 - 1917)
- Cardeal Francis Aidan Gasquet, O.S.B. (28 de Novembro de 1917 - 5 de Abril de 1929)
- Cardeal Franz Ehrle, S.J. (17 de Abril de 1929 - 31 de Março de 1934)
- Cardeal Giovanni Mercati (15 de Junho de 1936 - 23 de agosto de 1957)
- Cardeal Eugène-Gabriel-Gervais-Laurent Tisserant (14 de setembro de 1957 - 27 de Março de 1971)
- Cardeal Antonio Samorè (25 jan 1974 - 3 de Fevereiro de 1983)
- Cardeal Alfons Maria Stickler, S.D.B. (8 de Setembro de 1983 - 1 de Julho de 1988)
- Cardeal Antonio María Javierre, S.D.B. (1 de Julho de 1988 - 24 de Janeiro de 1992)
- Cardeal Luigi Poggi (9 abr 1992 - 7 de Março de 1998)
- Cardeal Jorge María Mejía (7 de Março de 1998 - 24 de Novembro de 2003)
- Cardeal Jean-Louis Tauran (24 de Novembro de 2003 - 1 de Setembro de 2007)
- Cardeal Raffaele Farina, S.D.B. (1 de Setembro de 2007 - 26 de Junho de 2012)
- Arcebispo Jean-Louis Bruguès, O.P. (26 de Junho de 2012 - 26 de Junho de 2018)
- Cardeal José Tolentino de Mendonça (1 de Setembro de 2018 - 26 de setembro de 2022)
- Arcebispo Angelo Vincenzo Zani (26 de setembro de 2022 - 28 de março de 2025)
- Arcebispo Giovanni Cesare Pagazzi (28 de março de 2025 - atual)

## Prefeitos do Arquivo Apostólico do Vaticano
- Giuseppe Garampi (9 de Setembro de 1751 - 27 de janeiro de 1772)
- Fr. Mario Zampini (1772-82)
- Fr. Gaetano Marini (1782-1815)
- Fr. Calisto Marini (1782-1822)
- Fr. Marino Marini (1815-55)
- Fr. Augustin Theiner, OSA (6 de Dezembro de 1855 - junho de 1870)
- Dom Giuseppe Cardoni (8 de Junho de 1870 - Março de 1873)
- Cardeal Carlo Cristofori (14 de Abril de 1873 - 13 de janeiro de 1877)
- Fr. Francesco Rosi Bernardini (17 de Janeiro de 1877 - junho de 1879)
- Joseph Hergenröther (9 de Junho de 1879 - 3 de Outubro de 1890)
- Cardeal Agostino Ciasca, OESA (13 de Junho de 1891 - Julho de 1892)
- Luigi Tripepi (19 de Setembro de 1892- maio de 1894)
- Fr. Peter Wenzel (28 jul 1894 - 24 de maio de 1909)
- Mons. Mariano Ugolini (29 de Maio de 1909 - Junho de 1925)
- Fr. Angelo Mercati (22 mai 1925 - Outubro de 1955)
- Fr. Martino Giusti (1955 - Abril de 1984)
- Fr. Josef Josef Metzler (24 de maio de 1984 - 1996)
- Raffaele Farina (25 de maio de 1997 - 25 de Junho de 2007)
- Sergio Pagano, B. (7 de janeiro de 2007 - presente)